# Caillardia anabasidis
Caillardia anabasidis är en insektsart som beskrevs av Loginova 1960. Caillardia anabasidis ingår i släktet Caillardia och familjen rundbladloppor. Inga underarter finns listade i Catalogue of Life.